# ثورة زيد بن علي
ثورة زيد بن علي هي ثورة قام بها زيد بن علي بن الحسين بن علي بن أبي طالب، في الكوفة ناحية العراق، ضد الأمويين وحكم هشام بن عبد الملك، وذلك في يوم الأربعاء 2 صفر 122 هـ، وانتهت بالقضاء على ثورة زيد بن علي ومقتله.

## خلفية عامة
ترجع نسبة فرقة الزيدية إلى زيد بن علي زين العابدين بن الحسين بن علي بن أبي طالب، والذي صاغ نظرية شيعية متميزة في السياسة والحكم وجاهد من أجلها وقتل في سبيلها، ومنذ أن خرج الحسين بن علي سنة 61 هـ على حكم يزيد بن معاوية، حيث استدعاه أهل الكوفة وانتهى هذا الخروج بقتل الحسين ومعظم أهل بيته في كربلاء، ومن يومها وما زال الطالبيون تراودهم فكرة الخروج مرة بعد مرة، ولكن المصاب الكبير وماجرى في معركة كربلاء كان يمنعهم، حتى جاء زيد بن علي زين العابدين بن الحسين، وكان هو وأخوه محمد الملقب بمحمد الباقر من أعلم وأفضل أهل البيت وآثرهم فضلاً وزهدًا وأمرًا بالمعروف ونهيًا عن المنكر.

### زيد بن علي
ولد زيد بن على في المدينة المنورة سنة 80 هـ، فنشأ في بيت العلم والدين والنبوة، وكان ذا طبيعة ثورية نشيطة، تنقل بين البلاد الشامية والعراقية باحثًا عن العلم ورواية الحديث، وعن الدعوة لآل البيت مرة أخرى، وكان تقيًا ورعًا، وتلقى العلم أولاً على يد أخيه الأكبر محمد الباقر، ويعد الباقر أحد الأئمة الإثني عشر عند الشيعة الإمامية، ثم اتصل بواصل بن عطاء رأس الاعتزال وتدارس معه العلوم فتأثر به وبأفكاره التي انعكست على فكر الشيعة الزيدية في العقائد، وقد ألف زيد بن علي كتابًا في الفقه والحديث اسمه المجموع الكبير، وقد كرس واصل بن عطاء عند زيد بن علي فكرة الخروج على الحاكم الظالم ووجوب الأمر بالمعروف والنهي عن المنكر من منظور المعتزلة، ولكن زيد بن علي لم يحاول ذلك وقتها لضعف الناصر وقلة الأتباع وقوة الدولة الأموية.

## الثورة
بدأت فكرة الثورة تراود زيد بن علي عندما كان متواجدًا ومقيمًا في أرض العراق، حيث كان العدد الأكبر من شيعة آل البيت متواجد هناك خاصة بالكوفة، وتمثلت فرصة الثورة عندما غضب الخليفة الأموي هشام بن عبد الملك على والي العراق خالد بن عبد الله القسري بسبب وشايات وسعايات في حق خالد، فقام بعزله وكلف مكانه رجلاً من ألد أعداء خالد القسري، وهو يوسف بن عمر الثقفي وكان واليًا على اليمن، وكان يحب أن يتشبه بالحجاج وكان من قرابته، فكان أول ما فعله يوسف عندما دخل العراق القبض على خالد القسري والتحفظ على كل أمواله ومحاسبته عليها، أثناء المحاسبة ادعى البعض على خالد أنه قد أودع جزء من ماله وديعة عند زيد بن علي، فأرسل للخليفة هشام بذلك فألح على زيد بن علي بالتوجه إلى الكوفة ليتحقق من هذه التهمة، وذهب زيد بن علي للكوفة واستبانت براءته من تلك التهمة، ولكن زيد بن علي ظل مقيمًا بالكوفة لبعض الوقت ولم يعد فور الانتهاء من القضية.
عندما عرف الشيعة بالكوفة والعراق عمومًا أن زيد بن علي بن الحسين مقيم بالكوفة، قدموا إليه يبايعوه ويقسمون بين يديه بالقتال حتى الموت ويحظوه على الخروج حتى اجتمع عنده ديوان به أسماء أربعين ألف مقاتل، في هذه الفترة كان يوسف بن عمر مشغولاً بمحاسبة خالد وعماله السابقين، فلم تصل له أخبار مبايعة أهل الكوفة لزيد بن علي، حتى طارت الأخبار ووصلت للخليفة هشام بن عبد الملك، فأرسل ليوسف بن عمر يوبخه ويعلمه بحركة زيد بن علي، فأخذ يوسف في البحث عن زيد والتضييف عليه بشتى الوسائل.
عندها قرر زيد بن علي أن يقدم موعد قيام الثورة فاجتمع مع مناصريه واطلعهم على خطته للحركة وتسريع ميعاد الخروج، وحدد زيد بن علي موعدًا للخروج، وذلك يوم الأربعاء 1 صفر 122 هـ، ولكن هذا التقديم أدى لسهولة كشف الثورة، حيث وصلت الأخبار ليوسف بن عمر، فأمر بجمع أهل الكوفة جميعًا يوم الثلاثاء آخر محرم أي قبلها بيوم في الجامع الكبير، وأخذ يتوعد من يتخلف بالقتل وأرسل الشرطة لجمع الناس بالجامع، وخرج زيد ومن وافقه على مذهبه يوم الأربعاء 1 صفر 122 هـ، وأخذ يرسل بعض فرسانه ينادون في نواحي الكوفة بشعار الثورة: يا منصور يا منصور، ولم يجتمع عنده إلا ثلاثمئة وثمانية عشر رجلاً فقط، وأصر زيد بن علي على مواصلة الثورة والخروج.
وعندما التقى الطرفان أقبل يوسف بن عمر بجيشه، ودارت رحى حرب غير متكافئة، وثبت زيد ومن معه في القتال، فلما كان يوم الخميس 2 صفر واصل زيد القتال بضراوة شديدة، وانكشف بصب وابل من السهام عليه ومن معه، فأصابه سهم في جانب دماغه الأيسر، فحمله أصحابه تحت جنح الظلام وطلبوا له الطبيب، ولكنه ما إن نزع السهم من دماغه حتى مات، ودفنه أصحابه في حفرة من الطين ثم أجروا عليها الماء حتى لا يعثر عليه أحد.